# Belga antarktiszi expedíció

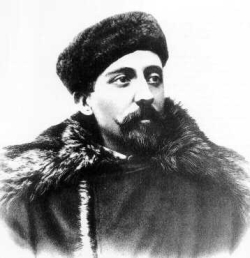
Adrien de Gerlache

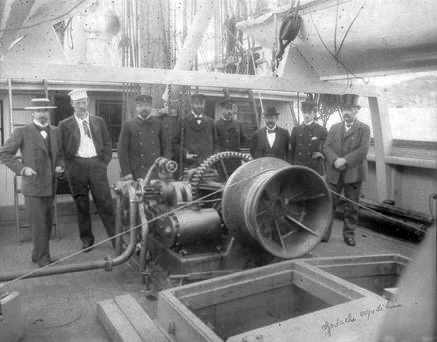
A Belgica átvizsgálása megvásárlása előtt. Balról jobbra: de Gerlache, Nansen, Somers, Danco, Amundsen, Bryde, Van Rysselberghe, Andvord

A belga antarktiszi expedíció 1897 és 1899 között zajlott, tagjai Adrien de Gerlache vezetésével elsőként teleltek át az Antarktiszon Belgica nevű hajójuk fedélzetén. Nevével ellentétben az expedíció valójában nemzetközi volt, belgák mellett több ország képviselői is részt vettek benne, köztük elsőtisztként a déli-sark későbbi norvég felfedezője, Roald Amundsen. Ez volt az első olyan antarktiszi út, mely alatt fényképeket is készítettek. 1898. március 2-től kezdődően a hajó és a legénység 377 napot töltött a jég fogságában, szabadulásuk ezután is csupán a szerencsének volt köszönhető. Az elsőként megtapasztalt antarktiszi telelés komoly megpróbáltatások elé állította őket, az elszigeteltség és a sötétség miatt mentális problémák alakultak ki a legénység több tagjánál, a C-vitamin hiánya pedig skorbutot okozott, mely az expedíció egyik tagjának életébe került.
Az út legfőbb érdeme és eredménye, hogy bebizonyította, hogy lehetséges a telelés az antarktiszi vidéken, így a jövőbeli expedícióknak nem kell megszakítaniuk a kutatási programjukat, hogy a telet Óceániában töltsék. A belga antarktiszi expedíció ezzel új fejezetet nyitott a kontinens kutatásának történetében.

## Előzmények
Az Antarktisz-kutatás Ross 1840-es évek elején zajló expedíciója óta szünetelt, a bálnavadászat is visszafogottabb volt, mert egyre kevesebb bálnát találtak. Az 1890-es évekre azonban nem csak a bálnavadászat, de az Antarktisz iránti tudományos érdeklődés is újra fellendült. 1895-ben a 6. Nemzetközi Földrajztudományi Kongresszus – részben Carsten Borchgrevink hatására, aki ugyanazon év januárjában partra lépett magán a kontinensen – már kifejezett feladatként írta elő az Antarktisz kutatását, melyet úgy jellemzett, mint „a legnagyszerűbb a még megvalósítandó földrajzi felfedezések közül” és bátorította a világ tudományos társaságait, hogy expedíciókat indítsanak a kontinensre.
Ekkor de Gerlache már szervezte a maga sarki expedícióját, de dacára a kongresszus ajánlásának, az időzítés nem volt a legjobb. Ennek az volt az oka, hogy hazája, Belgium erőit lekötötték afrikai érdekeltségei, különösen a Kongó vidéke. Így állami segítség híján a Brüsszeli Földrajzi Társaság szervezett gyűjtést az expedíció számára. Ennek lezárultával végül a belga kormány is adott 60 000 frankot, így összesen 300 000 frank állt de Gerlache rendelkezésére.

### A hajó

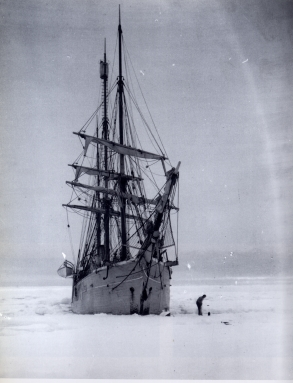
A Belgica a jég fogságában

Az expedíció hajója a Patria, egy norvég bálnavadászhajó volt, melyet megvásárlása után neveztek át Belgicára. A 250 tonnás hajót 70 000 frankért vásárolták meg, és igen alaposan átépítették. Amundsen jól ismerte a hajót, mert rajta szerezte fókavadászi tapasztalatait. A hajó háromárbócos volt, gőzgéppel felszerelve.

### A legénység
Az legénység nemzetközi volt, akik különböző időpontokban csatlakoztak az expedícióhoz.Tagjai:

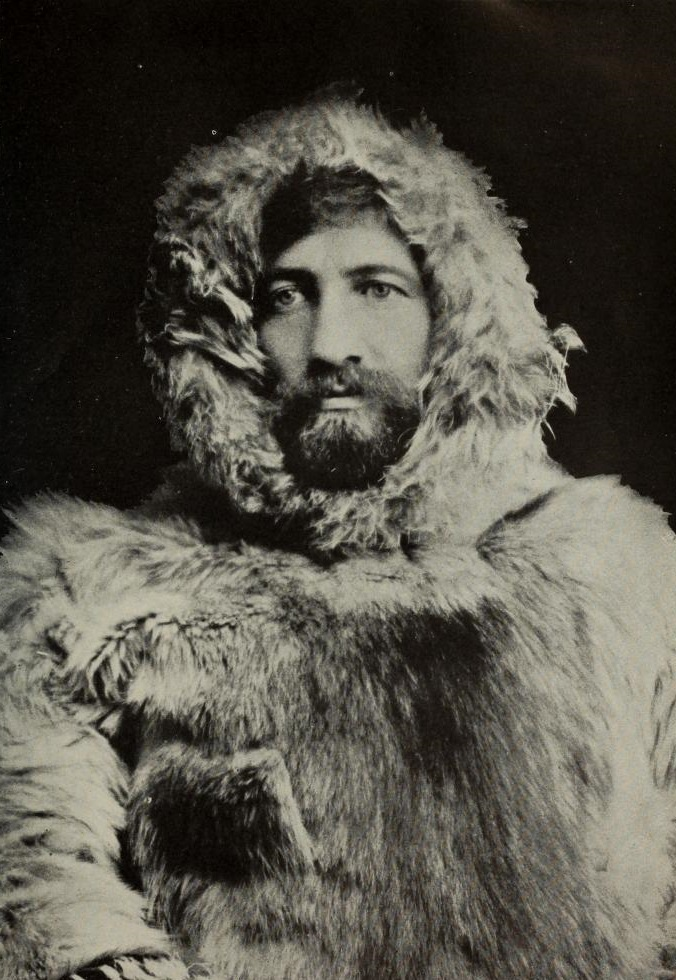
Frederick Cook
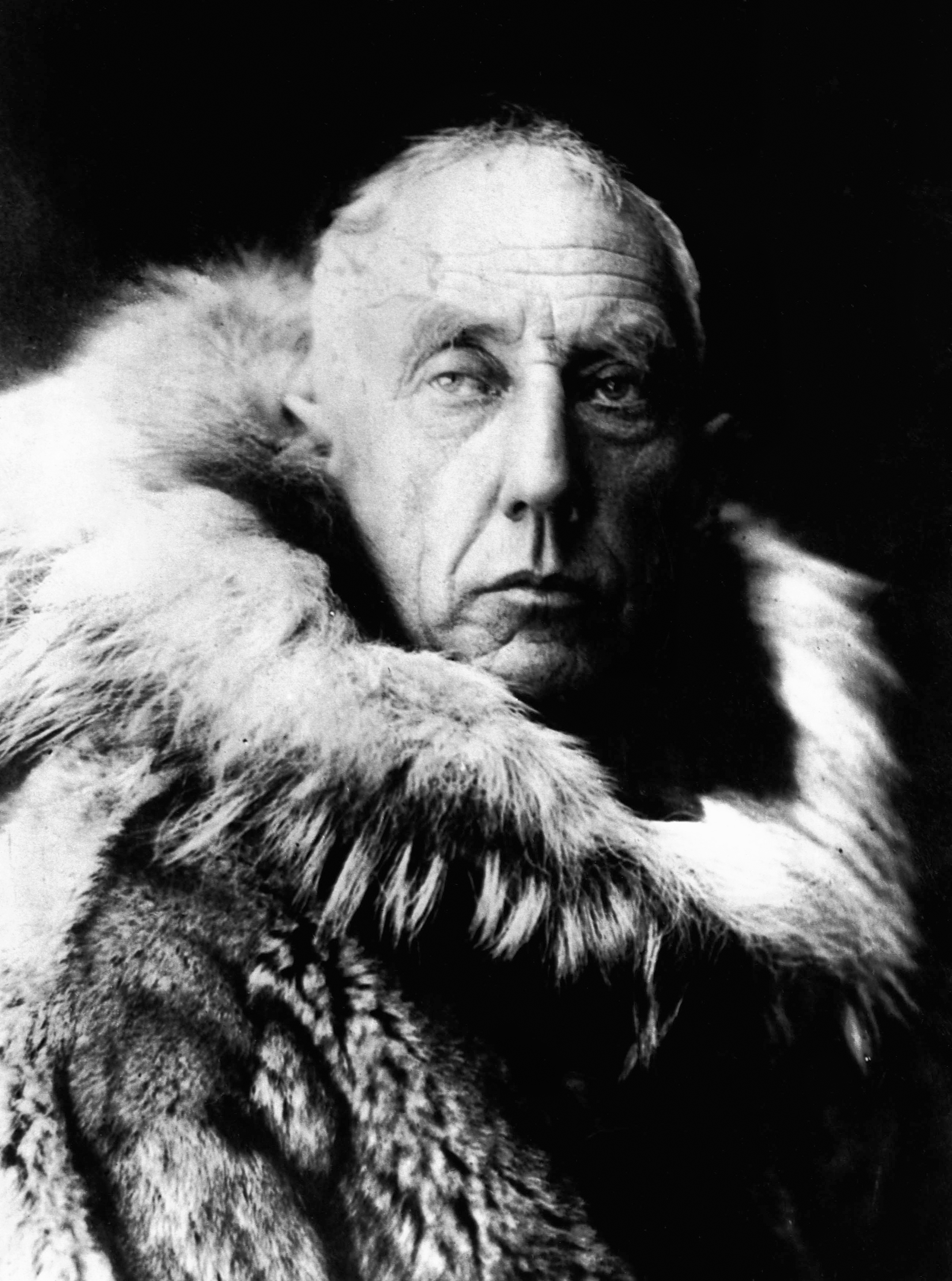
Roald Amundsen

| Név                | Ország        | Pozíció                         | Megjegyzés               |
| ------------------ | ------------- | ------------------------------- | ------------------------ |
| Adrien de Gerlache | Belgium       | vezető                          |                          |
| Roald Amundsen     | Norvégia      | első tiszt                      | fizetés nélkül dolgozott |
| Frederick Cook     | USA           | hajóorvos                       |                          |
| Emile Danco        |               | geofizikus                      | meghalt az út alatt      |
| Emil Racoviță      | Románia       | zoológus                        |                          |
| Henryk Arctowski   | Lengyelország | geológus                        |                          |
| George Lecointe    | Belgium       | navigációs tiszt és asztronómus |                          |

- Frederick Cook
- Roald Amundsen

## Az Antarktiszon

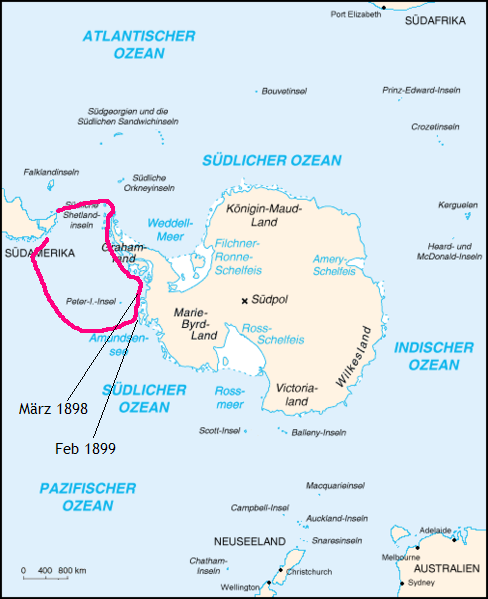
Az expedíció útvonala német nyelvű térképen

### Földrajzi felfedezések

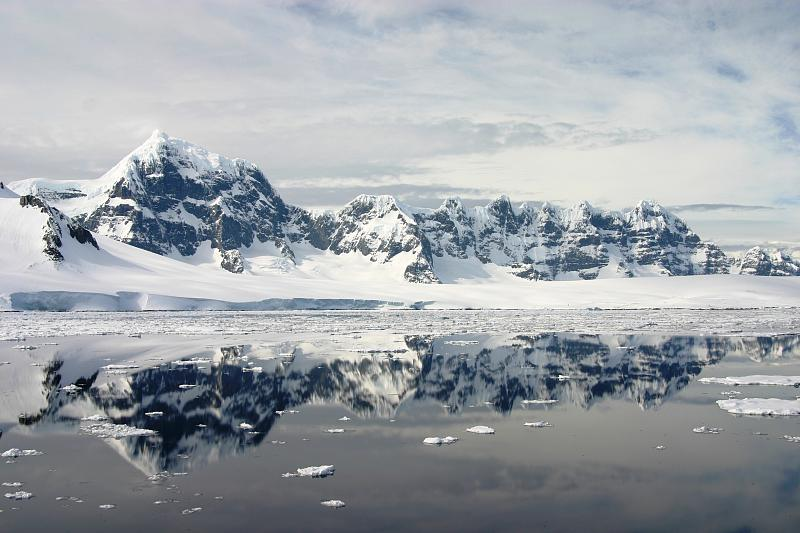
A Luigi-csúcs a Wiencke-szigeten

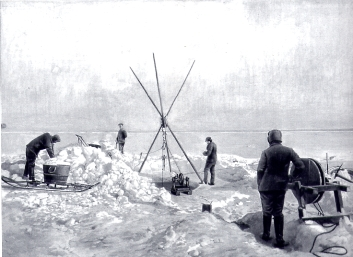
Az expedíció tagjai munka közben

1897. augusztus 16-án hagyták el Antwerpent. A hajó annyira meg volt terhelve, hogy csak lassan tudtak haladni, ezért későn értek Dél-Amerikába, Punta Arenasba december 1-én érkeztek csak meg. A legénység több tagja itt elhagyta a hajót, és csak 19 fő maradt.
December 14-én indultak el onnan (az Államok-sziget érintésével) az Antarktisz felé. Egyes kutatók szerint ez a késői indulás szándékos volt, mivel de Gerlache eleve azt szerette volna, ha a hajó belefagy a jégbe, így kényszerítve ki az első antarktiszi telelést, mások szerint azonban köztudott volt, hogy a kontinens körüli jég éppen a nyárutón hajózható a legjobban. A késői indulás azt eredményezte, hogy csak január 20-ra érték el az antarktiszi vizeket.
1898. január 22-én komoly viharba kerültek, aminek a következtében a még mindig jól megrakott hajó fedélzetén egy szeneskonténer elszabadult és beleborult a tengerbe. A zűrzavarban egy kiáltást hallottak, amiről Frederick Cook, a hajóorvos ezt írta naplójába: „Amíg a viharral foglalkoztunk, egy kétségbeesett kiáltást hallottunk - olyan erős és kétségbeesett volt, hogy beleborzongtunk. Körülnéztünk, de nem tudtunk rájönni, honnan jön a hang. Amundsen, mivel azt hitte, baleset történt a gépházban, arrafelé szaladt. Én elmentem a tiszti fedélzet felé, és azt láttam, egy ember küzd a fehér habokban. Carl Wiencke volt, egy matróz. Amint a fedélzeti nyílásokat próbálta szabaddá tenni, elvesztette az egyensúlyát, és leestében újra kiáltott. Volt annyi lélekjelenléte, hogy megragadta a mélységmérő fonalat, amit én megpróbáltam visszahúzni, de egyre csak csúszott lefelé, míg a keze elérte a mélységmérőt. Ebbe kapaszkodott, de már nem volt mit tenni. Lecointe hadnagy hősiesen felajánlotta, hogy eresszék le a tengerbe, hogy egy kötelet csavarhasson Wiencke köré. Ezt meg is tettük, de Lecointe azonnal elsüllyedt és majdnem ő is meghalt. Elkezdtük vontatni Wienckét a hajó oldala mellett, de feladta a mélységmérőbe való kapaszkodást, és elsüllyedt. Wienckének sok barátja volt a fedélzeten, elvesztése fájdalmasan érintett minket.”
A következő napon elérték az Antarktiszi-félszigetet, melyet előttük 60 évig nem keresett fel senki. A Belgica a szárazföld és a tőle nyugatra fekvő szigetek közötti csatornában haladt, amit a hajó után Belgica-szorosnak neveztek el, de az utókor inkább a De Gerlache-szoros nevet adta neki. Január 23. és február 12. között az expedíció tagjai legalább húsz alkalommal szálltak partra a szigeteken, amik a Brabant-, Liège-, Anvers-, és Wiencke-sziget neveket kapták – ez utóbbit a tengerbe veszett matrózról nevezték el –, így de Gerlache bebizonyította, hogy az Antarktiszi-félsziget északi része, a Palmer-föld szigetvilág. A szoros keleti keleti oldala felőli partnak a Danco-part nevet adták az expedíció földmágnesség-kutatója után, aki szintén az út alatt halt meg.

### A telelés

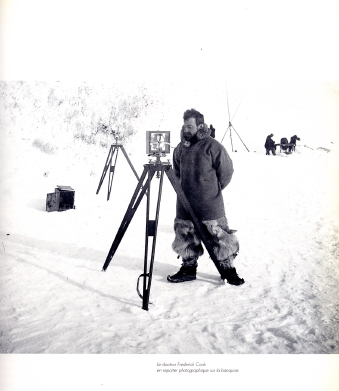
Frederick Cook az expedíció alatt

1898. február 15-én lépték át a déli sarkkört, és március 1-jére már mélyen az úgynevezett pakkjégben jártak, a déli szélesség 71°31' és a nyugati hosszúság 85°16'-ánál. Másnap a hajó belefagyott a jégbe, és nem is tudott elmozdulni 377 napon át. Az expedíció tagjai gyanították, hogy de Gerlache szándékosan vezette a jégnek a hajót. Megpróbáltak kiszabadulni, de a túlterhelt jármű nem mozdult.
Hogy megőrizzék a meleget, havat halmoztak fel a fedélzeten, és egy kicsi fakunyhót is építettek a jégen. Május 17-én leszállt a téli sötétség. Az embereknek kis helyen kellett összezsúfolódniuk, a társalgásukat megnehezítette, hogy különböző nyelveket beszéltek.

#### A telelés következményei

##### Skorbut
Az ételt szűken kellett mérni, és amit kiosztottak, az sem volt ízletes. Az emberek hamar ráuntak az egyhangú étkezésre, a kényszerű diétára, ami nem állt másból csak konzerv húsgolyóból, szárított halból és szárított zöldségből. Az unalmon kívül az egyoldalú, szárított ételekből álló táplálkozásnak más következménye is lett, a skorbut. Májusra a legénység izomsorvadástól és letargiától szenvedett, és mindent megtettek, hogy elkerüljék egymást.
Cook, a hajóorvos 1891-ben részt vett Peary második grönlandi expedíciójában. Ott szerzett tapasztalatait felhasználva javasolta, hogy a halálos betegségnek számító skorbut elkerülése érdekében mindenki rendszeresen egyen a frissen elejtett pingvinek és fókák húsából. Erre nem mindenki volt hajlandó, így Danco hadnagy sem, aki június 5-én meghalt. Henryk Arctowski leírta Danco temetését: „A halvány napközbeni derengésben kivittük Danco testét a jégbe vájt lyukhoz, és a mélybe eresztettük. Fújt a szél, mindannyian csendesek voltunk.”

##### Mentális problémák
De Gerlache és csapata volt az első, akik megtapasztalhatták, milyen az Antarktiszon áttelelni, teljes elszigeteltségben. A sötétség, a félelem az ennivaló elfogyásától, a jégből való kiszabadulás idejének bizonytalansága vagy esetleges lehetetlensége a legénység szinte minden tagját megviselte. Ennek enyhítésére Cook fogadásokat, játékokat szervezett. Így például a belga király születésnapján megrendezték a „Gyönyörű nők nagy szépségversenyét” melyben párizsi lapokból kivágott, fel- vagy alulöltözött hölgyeket ábrázoló 464 darab illusztrációt értékeltek 21 karakterisztika alapján, például „rózsás arc”, „alsónemű”, „legszebb arc”, „alabástrom vállak”. Az expedíció tagjai reménykedtek benne, hogy amikor majd visszatérnek a civilizációba, a győztes hölgyek hajlandóak lesznek átvenni a díjaikat.

#### Kitörés a jég fogságából
1899 januárjában Cook javasolta, hogy próbáljanak úgy kiszabadulni a jégből, hogy kézzel kivájnak egy 600 méter hosszú csatornát, amely a nyílt víztől a hajóig érne. Egy hónapig dolgoztak a csatornán, és már csak 30 méter volt hátra, amikor a szél egymáshoz préselte a pakkjeget és a csatorna egy órán belül teljesen összezárult. Két héttel később a jég megnyílt, és gőzzel tudtak valamennyit haladni, majd újabb 1 hónapot kellett várniuk, amíg nyílt vízre tudtak jutni. Március 28-án érték el ismét Punta Arenas kikötőjét.